# Équipe du Brésil de football à la Coupe des confédérations 1997
L'équipe du Brésil de football participe à sa 1re Coupe des confédérations lors de l'édition 1997 qui se tient en Arabie saoudite du 12 décembre au 21 décembre 1997. Elle se rend à la compétition en tant que vainqueur de la Coupe du monde 1994.

## Résultats

### Phase de groupe
|   | Équipe          | Pts | J | G | N | P | BP | BC | Diff |
| - | --------------- | --- | - | - | - | - | -- | -- | ---- |
| 1 | Brésil          | 7   | 3 | 2 | 1 | 0 | 6  | 2  | +4   |
| 2 | Australie       | 4   | 3 | 1 | 1 | 1 | 3  | 2  | +1   |
| 3 | Mexique         | 3   | 3 | 1 | 0 | 2 | 8  | 6  | +2   |
| 4 | Arabie saoudite | 3   | 3 | 1 | 0 | 2 | 1  | 8  | -7   |

| 12 décembre 1997 | Arabie saoudite | 0 | 3 | Brésil    |
| 14 décembre 1997 | Brésil          | 0 | 0 | Australie |
| 16 décembre 1997 | Mexique         | 2 | 3 | Brésil    |

| 12 décembre 1997                  | Brésil                              | 3 - 0 | Arabie saoudite | Stade International Roi Fahd, Riyad               |                                                   |
| 16:15 · Historique des rencontres | Cesar Sampaio 65e · Romário 73e 80e |       |                 | Spectateurs : 50 000 Arbitrage : Nikolai Levnikov | Spectateurs : 50 000 Arbitrage : Nikolai Levnikov |
| 16:15 · Historique des rencontres | (rapport)                           |       |                 | Spectateurs : 50 000 Arbitrage : Nikolai Levnikov | Spectateurs : 50 000 Arbitrage : Nikolai Levnikov |

| 14 décembre 1997                  | Australie | 0 - 0 | Brésil | Stade International Roi Fahd, Riyad                 |                                                     |
| 20:00 · Historique des rencontres |           |       |        | Spectateurs : 15 000 Arbitrage : Lucien Bouchardeau | Spectateurs : 15 000 Arbitrage : Lucien Bouchardeau |
| 20:00 · Historique des rencontres | (rapport) |       |        | Spectateurs : 15 000 Arbitrage : Lucien Bouchardeau | Spectateurs : 15 000 Arbitrage : Lucien Bouchardeau |

| 16 décembre 1997                  | Brésil                                                | 3 - 2 | Mexique                  | Stade International Roi Fahd, Riyad        |                                            |
| 20:00 · Historique des rencontres | Romário 41e (pen.) · Denilson 61e · Junior Baiano 66e |       | Blanco 51e · Ramirez 90e | Spectateurs : 20 000 Arbitrage : M. McLeod | Spectateurs : 20 000 Arbitrage : M. McLeod |
| 20:00 · Historique des rencontres | (rapport)                                             |       |                          | Spectateurs : 20 000 Arbitrage : M. McLeod | Spectateurs : 20 000 Arbitrage : M. McLeod |

### Demi-finale
| 19 décembre 1997                  | Brésil | 2 - 0   | Tchéquie | Stade International Roi Fahd, Riyad                 |                                                     |
| 15:15 · Historique des rencontres | Romário 54e · Ronaldo 83e |         | | Spectateurs : 28 000 Arbitrage : Lucien Bouchardeau | Spectateurs : 28 000 Arbitrage : Lucien Bouchardeau |
| 15:15 · Historique des rencontres | (Rapport) |         | | Spectateurs : 28 000 Arbitrage : Lucien Bouchardeau | Spectateurs : 28 000 Arbitrage : Lucien Bouchardeau |
| 15:15 · Historique des rencontres | Dida - Cafu 24e, Aldair 35e, Junior Baiano 20e ( 70e Gonçalves), Dunga 77e - Roberto Carlos, Flavio Conceicao ( 87e Cesar Sampaio), Leonardo ( 45e Denilson), Juninho Paulista - Ronaldo, Romário | Équipes | Srnicek - Hornak ( 82e Poborský), Vlcek 64e, Nemec 68e, Svoboda - Šmicer, Lasota, Bejbl ( 89e Kozel), Nedved 7e ( 73e Ulich)- Kuka, Rada | Spectateurs : 28 000 Arbitrage : Lucien Bouchardeau | Spectateurs : 28 000 Arbitrage : Lucien Bouchardeau |

### Finale

#### Brésil - Australie
| Titulaires : |  |
| |  |
| Dida · Cafu · Aldair · Junior Baiano · Dunga · Roberto Carlos · Cesar Sampaio · Juninho Paulista · Denilson · Romário · Ronaldo 72e · |  |
| Sélectionneur : |  |
| Mario Zagallo |  |

| Titulaires : |  |
| |  |
| Bosnich · Horvat 55e · Lazaridis · Ivanovic · Tobin · Zelic · Foster · A.Vidmar 31e · T.Vidmar 31e · Kewell · Viduka 24e · |  |
| Remplaçants : |  |
| 31e Aloisi · 31e Muscat · 55e Bingley ·                                                                                    |  |
| Sélectionneur : |  |
| Terry Venables |  |

| Titulaires : |  |
| |  |
| Dida · Cafu · Aldair · Junior Baiano · Dunga · Roberto Carlos · Cesar Sampaio · Juninho Paulista · Denilson · Romário · Ronaldo 72e · |  |
| Sélectionneur : |  |
| Mario Zagallo |  |

| Titulaires : |  |
| |  |
| Bosnich · Horvat 55e · Lazaridis · Ivanovic · Tobin · Zelic · Foster · A.Vidmar 31e · T.Vidmar 31e · Kewell · Viduka 24e · |  |
| Remplaçants : |  |
| 31e Aloisi · 31e Muscat · 55e Bingley ·                                                                                    |  |
| Sélectionneur : |  |
| Terry Venables |  |

## Effectif
Sélectionneur :  Mário Zagallo
| No. | Pos.      | Joueur           | Date de naissance et âge | Sélec. | Club                   |
| --- | --------- | ---------------- | ------------------------ | ------ | ---------------------- |
| 1   | Gardien   | Dida             | 7 octobre 1973           | 93/-69 | Cruzeiro               |
| 2   | Défenseur | Cafu             | 7 juin 1970              | 143/5  | AS Roma                |
| 3   | Défenseur | Aldair           | 30 novembre 1965         | 83/3   | AS Roma                |
| 4   | Défenseur | Júnior Baiano    | 14 mars 1970             | 24/2   | Flamengo               |
| 5   | Milieu    | Flávio Conceição | 12 juin 1974             | 47/4   | Deportivo La Coruña    |
| 6   | Défenseur | Roberto Carlos   | 10 avril 1973            | 127/10 | Real Madrid            |
| 7   | Attaquant | Bebeto           | 16 février 1964          | 77/40  | Cruzeiro               |
| 8   | Milieu    | Dunga (c)        | 31 octobre 1963          | 91/6   | Júbilo Iwata           |
| 9   | Attaquant | Ronaldo          | 22 septembre 1976        | 98/62  | Internazionale         |
| 10  | Milieu    | Leonardo         | 5 septembre 1969         | 56/7   | AC Milan               |
| 11  | Attaquant | Romário          | 29 janvier 1966          | 71/55  | Valencia               |
| 12  | Gardien   | Rogério Ceni     | 22 janvier 1973          | 16/-10 | São Paulo              |
| 13  | Défenseur | Zé María         | 25 juillet 1973          | 27/1   | Parme FC               |
| 14  | Défenseur | Gonçalves        | 22 juin 1966             | 24/1   | Cruzeiro               |
| 15  | Défenseur | Zé Roberto       | 6 juillet 1974           | 84/6   | Real Madrid            |
| 16  | Milieu    | César Sampaio    | 31 mars 1968             | 47/6   | Yokohama Flugels       |
| 17  | Milieu    | Doriva           | 28 mai 1972              | 12/0   | Clube Atlético Mineiro |
| 18  | Attaquant | Denílson         | 24 août 1977             | 61/8   | São Paulo              |
| 19  | Milieu    | Juninho Paulista | 22 février 1973          | 51/5   | Atlético Madrid        |
| 20  | Milieu    | Rivaldo          | 19 avril 1972            | 76/35  | Barcelona              |